# Nicolaus Otto

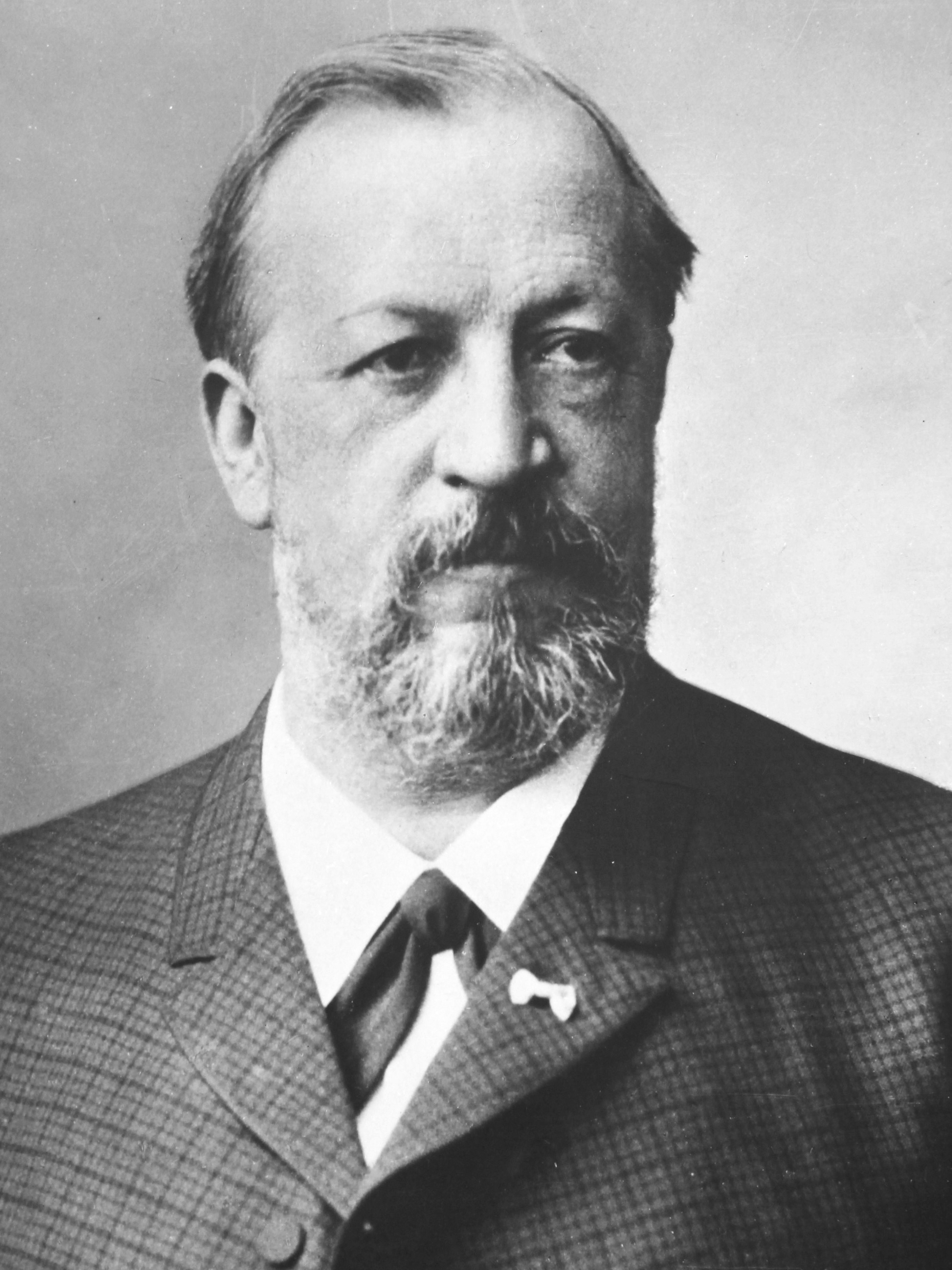
Nicolaus August Otto

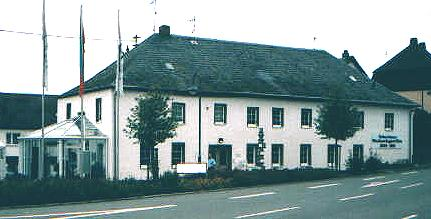
Geburtshaus von Nicolaus August Otto in Holzhausen mit Museum (Fotoaufnahme 2003)

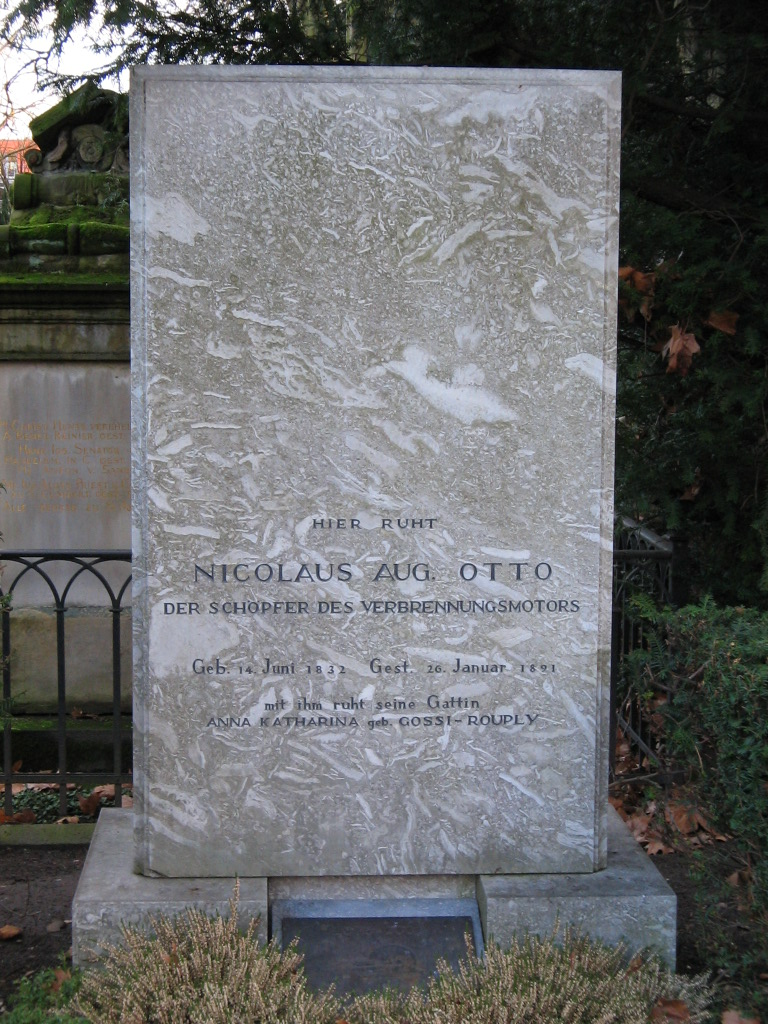
Grabstein von Nicolaus August Otto und seiner Frau auf dem Kölner Melaten-Friedhof (Lit. C zwischen HWG und Lit. H), 2005

Nicolaus August Otto (* 10. Juni 1832 in Holzhausen an der Haide im Taunus; † 26. Januar 1891 in Köln) war ein deutscher Erfinder vieler auch heute noch in Verbrennungsmotoren verwendeter Details. Der heutige Begriff Ottomotor geht auf die ursprüngliche Bezeichnung „Otto's Neuer Motor“ zurück und wurde zu seiner Ehrung 1936 vom VDI für alle Hubkolbenmotoren mit Fremdzündung vorgeschlagen und 1946 in einer DIN-Norm eingeführt. Der Autodidakt absolvierte nie ein Hochschulstudium und erhielt später die Würde eines Ehrendoktors.

## Familie
Otto war Sohn einer Land- und Gastwirtsfamilie, sein Vater führte auch die Posthalterei des Ortes. Otto durchlief eine Lehre als Kaufmann und verdiente seinen Lebensunterhalt nach seiner Lehrzeit als Handlungsgehilfe in Frankfurt am Main und Köln. Im Kölner Karneval lernte er 1858 Anna Gossi kennen. Heiraten durfte er sie jedoch erst zehn Jahre später, als er nach langen Mühen endlich das notwendige sichere Einkommen für eine Eheschließung erreicht hatte. Sie hatten sieben Kinder, drei von ihnen starben früh. Der einzige Sohn Gustav wurde Flugzeugbauer.

## Tätigkeit als Erfinder

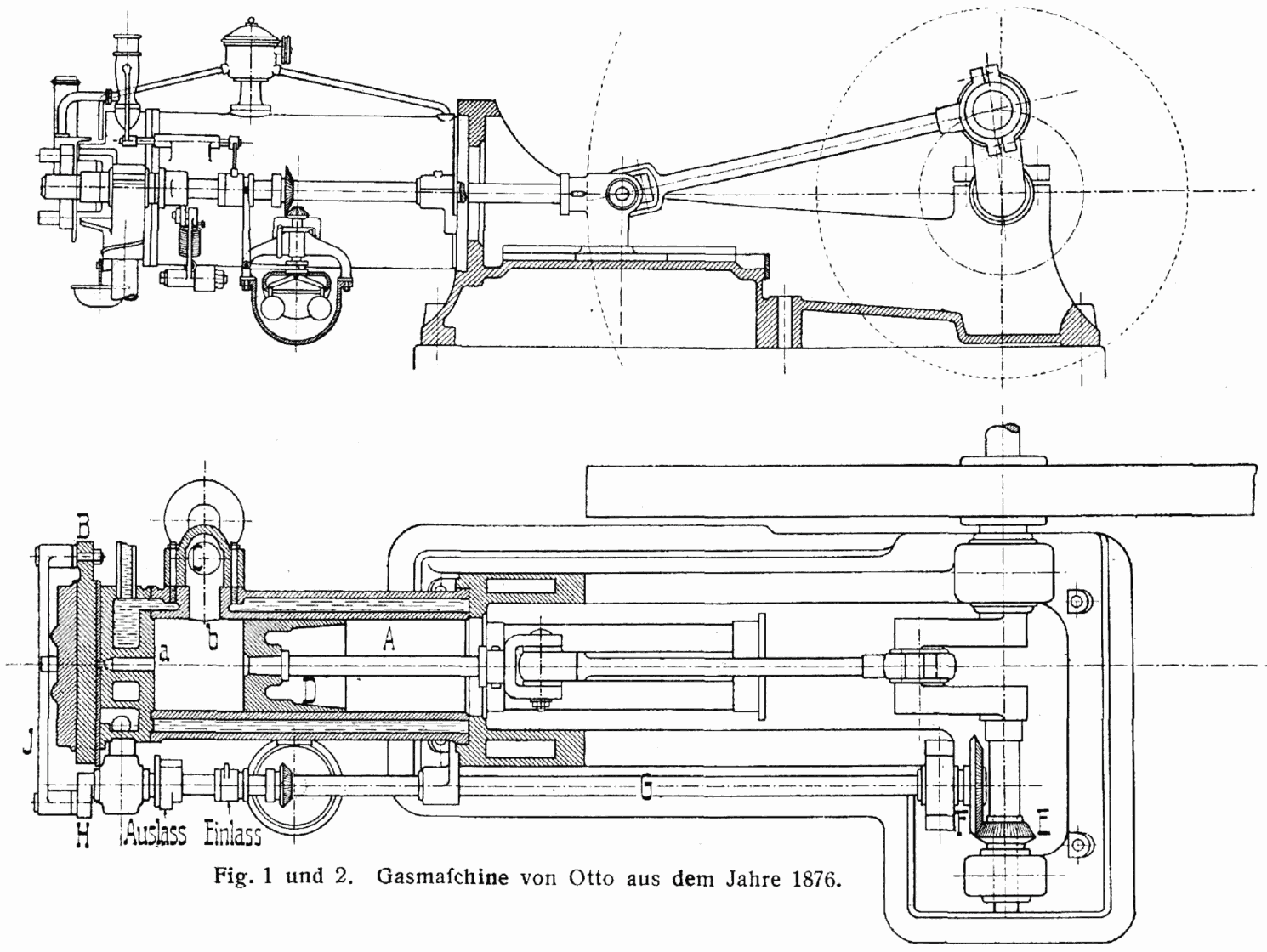
Gaskraftmaschine von 1876, Abbildung aus dem Lexikon der gesamten Technik 1904

1862 begann er erste Experimente mit Viertaktmotoren, die aber erst ab 1876 zum Einsatz kamen. 1863 baute er seine erste Gaskraftmaschine.
1864 gründete er zusammen mit dem Ingenieur Eugen Langen zunächst die erste Motorenfabrik der Welt, „N.A. Otto & Cie“. Zum 5. Januar 1872 erfolgte die Umwandlung in eine Aktiengesellschaft (Gasmotoren-Fabrik Deutz AG) mit einem Aktienkapital von 300.000 Talern, von dem die Gründungsmitglieder Eugen, Gustav und Jacob Langen sowie Nicolaus August Otto insgesamt 200.000 Taler und die Zuckerindustriellen (Pfeifer & Langen) Emil und Valentin Pfeifer 100.000 Taler einbrachten. Aktien erhielten vorerst nur die Aufsichtsratsmitglieder Jakob Langen, Valentin Pfeifer, Emil Pfeifer, bis zu seinem Tod 1889 Aufsichtsratsvorsitzender, sowie die Direktoren Eugen Langen und Nicolaus August Otto.
Auf der Pariser Weltausstellung im Jahre 1867 präsentierten Nicolaus Otto und Eugen Langen ihre Version eines Gasmotors zum ersten Mal der Öffentlichkeit. Dabei handelte es sich um einen Flugkolbenmotor, wobei der Kolben über eine Zahnstange und nicht über einen Kurbeltrieb seine Energie weitergab. Dieser neuentwickelte Motor kam mit einem Drittel des Kraftstoffs aus, den die bis dahin vorherrschenden Gasmotoren von Étienne Lenoir benötigten; und wurde dafür auf Initiative von Franz Reuleaux mit einer Goldmedaille ausgezeichnet. Bis 1876 wurden von Otto-Langen-Motoren in Deutz und deren Lizenznehmern beinahe 5000 Flugkolbenmotoren gebaut und als Atmosphärische Gaskraft-Maschine verkauft.
Im Jahre 1876 gelang es Otto, einen Viertaktgasmotor mit verdichteter Ladung zu entwickeln, der durch Wilhelm Maybach und Gottlieb Daimler die Serienreife erlangte und von Eugen Langen als „Otto's Neuer Motor“ vermarktet und 1877 durch das Deutsche Reichspatent DRP 532 geschützt wurde. Dieser Gasverbrennungsmotor wurde die Grundlage für den Bau von Verbrennungsmotoren bis zum heutigen Tag.
1884 erfand Otto für seine Gasmotoren die elektrische Zündung. Durch diese Neuerung wurde es möglich, flüssige Brennstoffe alternativ zum bisher ausschließlich verwendeten Gas zu benutzen.

## Patentstreitigkeiten
Unabhängig voneinander hatte schon vor Ottos Erfindung des Viertaktmotors Alphonse Beau de Rochas 1862 ein Patent auf den Viertaktmotor angemeldet, den Motor jedoch nie gebaut.
Felice Matteucci behauptete erfolglos, dass er und Eugenio Barsanti mit ihrem Motor von 1853 die ursprünglichen Erfinder seien.
Zum bedeutendsten Patentstreit kam es, als die Gebrüder Körting Christian Reithmann aus München als Vorerfinder präsentierten, der bereits drei Jahre vor Otto 1873 den Viertaktmotor erfunden hatte, um das DRP 532 zu stürzen. Reithmann wurde im Dezember 1883 von Deutz der Patentrechtsverletzung angeklagt und siegte vor Gericht in 1. Instanz im Dezember 1884. Um zu verhindern, dass Reithmann die Rechte an Dritte veräußerte, schloss man wenige Tage nach dem Urteil einen Vertrag mit ihm, den der 1947 verstorbene Arnold Langen, Biograf von Nicolaus Otto und Sohn von dessen Partner Eugen Langen, posthum in seinem Werk „Nicolaus August Otto – Der Schöpfer des Verbrennungs-Motors“ veröffentlichte. Darin wurde geregelt, dass Reithmann seinen Motor ablieferte und 25.000 Mark sowie einen Otto-Motor bekam. Der Rechtsstreit sollte ehrlich fortgeführt werden und Reithmann das Geld in jedem Fall bekommen, unabhängig vom Ausgang der Verhandlung in 2. Instanz. Deutz sollte Reithmann nachträglich nicht verunglimpfen und Reithmann sollte schriftlich erklären, er habe seinen Motor geheim gehalten. Letzteres forderte Deutz, um Gerüchte zum Verstummen zu bringen, Otto hätte Reithmanns Motor vor seiner eigenen Erfindung gekannt. Allerdings war Eugen Langen klar, dass eine Niederlage in 2. Instanz trotz des Vertrages nicht ausgeschlossen war und seinen kränkelnden Freund Otto umbringen würde. Er versuchte daher, Reithmann davon zu überzeugen, dass ihm die Erfinderehre nicht zustünde, sondern allein Otto, der sich als Erbe von James Watt betrachtete, dem zu Ehren an Ottos Haus in Köln eine Gedenktafel angebracht war. Langen wollte Reithmann dazu bringen, eine von Langen verfasste, handschriftliche Erklärung zu unterzeichnen, in der Reithmann erklärte, bis in die Mitte der 70er Jahre einen von Langen frei erfundenen „Übergangsmotor“ benutzt zu haben, damit Reithmanns frühere Aussagen in 1. Instanz glaubhaft blieben. Die handschriftliche Notiz ist erhalten und wurde ebenfalls von Arnold Langen veröffentlicht. Reithmann verweigerte diese Unterschrift, doch als kurz vor dem 2. Prozess seine Frau starb, gab er auf. Im Prozess in 2. Instanz im November 1885 ließ er sich nicht vereidigen, machte keine Aussage und verlor. Am 30. Januar 1886 und 1889 wurden die „Otto-Patente“, die der Gasmotorenfabrik Deutz gehörten, in Deutschland für nichtig erklärt, worauf andere Länder folgten.

## Ehrungen für Otto
1882 wurde ihm von der Philosophischen Fakultät der Universität Würzburg die Ehrendoktorwürde verliehen.
Otto ist der Namensgeber für den Otto-Kreisprozess. Vor dem Bahnhof Köln Messe/Deutz in Köln-Deutz, auf dem Ottoplatz, steht ein Denkmal für Nicolaus August Otto und Eugen Langen, das vom damaligen Oberbürgermeister Konrad Adenauer eingeweiht wurde. Nach Nicolaus August Otto wurden Schulen in Bad Schwalbach, Diez, Nastätten, Köln-Deutz und (bis 2016) Berlin-Lichterfelde benannt.
Nach ihm benannt ist der Nicolaus August Otto Award, der vom Kölner Motorenbauer Deutz AG jährlich an Visionäre verliehen wird und mit 30.000 Euro dotiert ist (2025). Zu den Ausgezeichneten zählen Wolfgang Reitzle, Günther Schuh und Denise Fischer-Kreer.
Im Kieler Stadtteil Wellsee wurde eine Straße nach Otto benannt.
An dem 1983 zum 150-jährigen Jubiläum der IHK in Koblenz errichteten „Erfinderbrunnen“ von Gernot Rumpf ist eine der allegorischen Tierskulpturen Nicolaus Otto gewidmet.

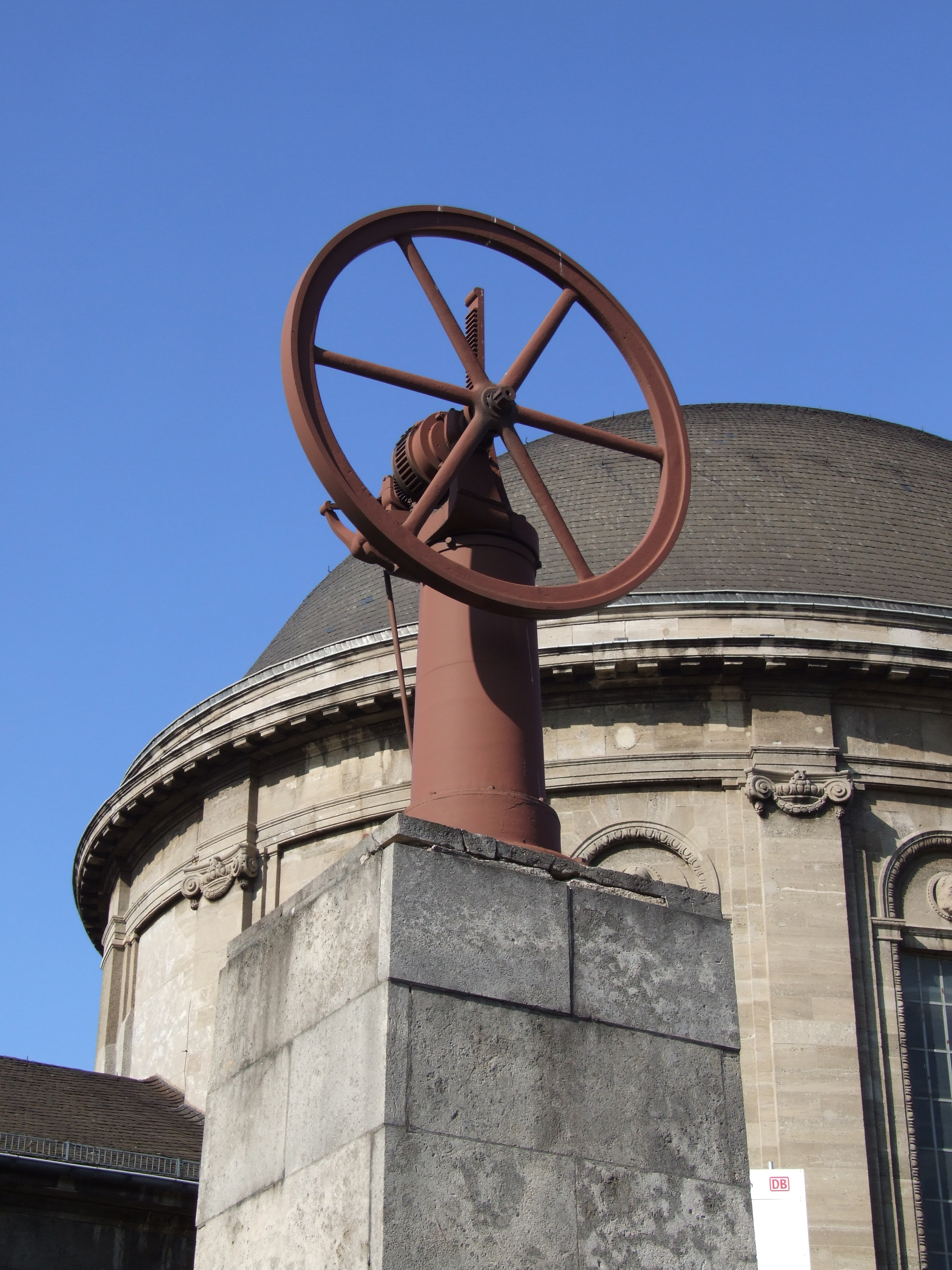
Denkmal für Otto und Langen in Köln-Deutz, 2008
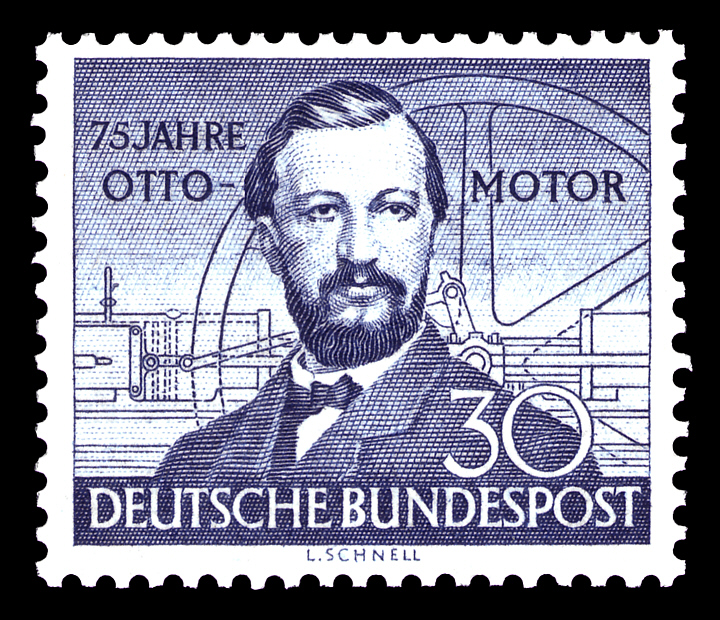
Briefmarke der Deutschen Bundespost von 1952: 75 Jahre Otto-Motor
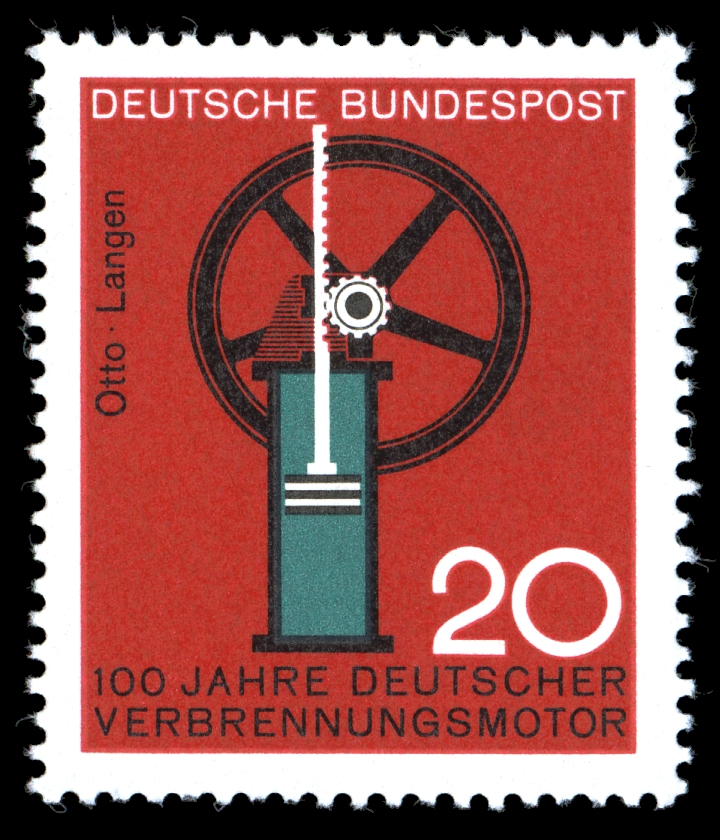
Briefmarke der Deutschen Bundespost von 1964: 100 Jahre deutscher Verbrennungsmotor
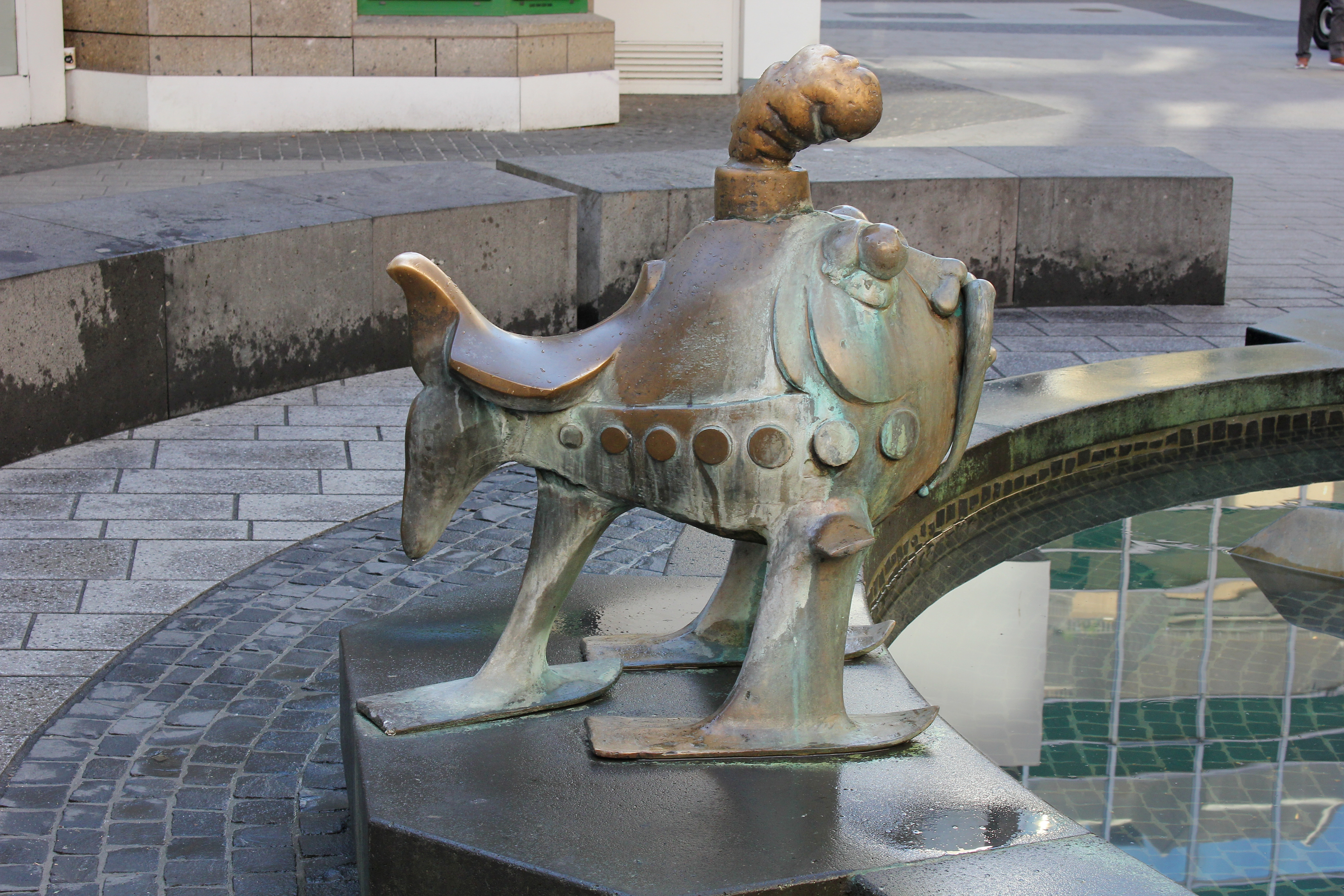
Skulptur am Erfinderbrunnen in Koblenz als Reminiszenz an Nicolaus Otto

## Filme
- Der Mann, der den Motor erfand – Das Leben des Nicolaus August Otto. Dokumentarfilm mit Spielszenen, Deutschland, 2016, 29:43 Min., Buch und Regie: Stefan Keber, Produktion: SWR, Reihe: Bekannt im Land, Erstsendung: 11. Juni 2017 bei SWR Fernsehen, Inhaltsangabe von ARD, online-Video von ARD verfügbar bis 10. Juni 2018 mit Archivaufnahmen und Gesprächen mit Technikhistorikern.

- Stärker als alle Pferde. Die Kindertage des Automobils. 1. Otto und der Motor. Doku-Drama, BR Deutschland, 1985, 50 Min., Buch: Felix Huby, Hans Gottschalk, Gunther Scheuthle, Regie: Peter Weck, Produktion: Galaxy-Film, Süddeutscher Rundfunk, Reihe: Stärker als alle Pferde (2. Daimler und die Benzinkutsche, 3. Benz und die Überlandfahrt), Erstsendung: 4. Dezember 1985 bei Das Erste, Inhaltsangabe von fernsehserien.de, mit Jan Niklas als Nikolaus August Otto und Eberhard Feik als Zons.